# Anisopappus
 Anisopappus je rod glavočika smješten u podtribus Anisopappinae, dio tribusa Athroismeae. Sastoji se od 44 vrste jednogodišnjeg raslinja i trajnica u velikim dijelovima Afrike, na Madagaskaru, te u dijelovima Azije: istočna Himalaja, južna Kina, Indokina, Filipini.

## Vrste
1. Anisopappus abercornensis G.Taylor
2. Anisopappus africanus Oliv. & Hiern
3. Anisopappus alticola (Humbert) Wild
4. Anisopappus anemonifolius (DC.) G.Taylor
5. Anisopappus angolensis O.Hoffm.
6. Anisopappus athanasioides Paiva & S.Ortiz
7. Anisopappus bampsianus Lisowski
8. Anisopappus boinensis (Humbert) Wild
9. Anisopappus brandbergensis (P.P.J.Herman) Bengtson, M.Englund, Pruski & Anderb.
10. Anisopappus buchwaldii (O.Hoffm.) Wild
11. Anisopappus burundiensis Lisowski
12. Anisopappus chinensis Hook. & Arn.
13. Anisopappus corymbosus Wild
14. Anisopappus davyi S.Moore
15. Anisopappus discolor Wild
16. Anisopappus exellii Wild
17. Anisopappus fruticosus S.Ortiz & Paiva
18. Anisopappus grangeoides (Vatke & Höpfner) Merxm.
19. Anisopappus holstii (O.Hoffm.) Wild
20. Anisopappus junodii Hutch.
21. Anisopappus kirkii (Oliv.) Brenan
22. Anisopappus lastii (O.Hoffm.) Wild
23. Anisopappus latifolius (S.Moore) B.L.Burtt
24. Anisopappus lawalreanus Lisowski
25. Anisopappus lejolyanus Lisowski
26. Anisopappus longipes (Cass.) Wild
27. Anisopappus marianus Lawalrée
28. Anisopappus oliverianus Wild
29. Anisopappus orbicularis (Humbert) Wild
30. Anisopappus paucidentatus Wild
31. Anisopappus petitianus Lisowski
32. Anisopappus pinnatifidus O.Hoffm. ex Hutch.
33. Anisopappus pseudopinnatifidus S.Ortiz & Paiva
34. Anisopappus pumilus (Hiern) Wild
35. Anisopappus rhombifolius Wild
36. Anisopappus robynsianus Lisowski
37. Anisopappus rogersii G.Taylor
38. Anisopappus schinzii (O.Hoffm.) Bengtson, M.Englund, Pruski & Anderb.
39. Anisopappus scrophulariifolius (Baker) Wild
40. Anisopappus smutsii Hutch.
41. Anisopappus stuhlmannii (O.Hoffm.) Bengtson, M.Englund, Pruski & Anderb.
42. Anisopappus sylvaticus (Humbert) Wild
43. Anisopappus tenerus (S.Moore) Brenan
44. Anisopappus upembensis Lisowski

## Sinonimi
- Astephania Oliv.
- Cardosoa S.Ortiz & Paiva
- Eenia Hiern & S.Moore
- Epallage DC.
- Helicta Less.
- Meyerafra Kuntze
- Philyrophyllum O.Hoffm.
- Sphacophyllum Benth.
- Stephania Kuntze
- Temnolepis Baker